# Manhunt 2
Manhunt 2 es un videojuego de terror y sigilo desarrollado por Rockstar London y secuela de Manhunt, así como la segunda entrega de la serie Manhunt. El juego fue programado para ser lanzado en Wii, PlayStation 2 y PSP en julio de 2007, pero fue aplazado por Take-Two Interactive debido a un pequeño fallo y rechazó la clasificación del juego en el Reino Unido y una clasificación AO (Adults Only, del inglés: Solo adultos) en el ESRB en Estados Unidos, sepultando toda posibilidad de que el juego fuera lanzado debido a que Nintendo, y Sony, como parte de su política, no permite que juegos con esta clasificación sean vendidos para sus respectivas consolas.
Posteriormente, Rockstar Games realizó una modificación al juego, suavizando su nivel de violencia, consiguiendo que este fuera finalmente clasificado M (Mature, del inglés: Maduro), lo que les permitió lanzarlo el 29 de octubre de 2007 en Norteamérica y el 31 de octubre de 2007 en Europa. Luego de un largo litigio el juego es finalmente lanzado en el Reino Unido con la temida clasificación de +18. La versión PC salió sin censura el 6 de noviembre de 2009 a través de la descarga de Direct2Drive exclusivamente para Norteamérica con una clasificación AO por parte de ESRB. Es considerado uno de los juegos más violentos de la historia. Cabe destacar que a diferencia de su antecesor, por el motivo anteriormente mencionado, su compra no se encuentra disponible ni en la tienda de Rockstar ni en la plataforma Steam, las cuales si tienen a la venta el primer título de la saga.

## Historia
El argumento gira en torno a Daniel "Danny" Lamb (protagonista), un hombre que no recuerda su pasado. Daniel "despierta" en el  Dixmor Asylum/Dixmor Hospital for the Criminally Insane/Cottonmouth Asylum (del inglés: Asilo Dixmor/Hospital Dixmor para Criminales Dementes/Asilo Cottonmouth), con el cuerpo inconsciente de un médico a sus pies y una jeringuilla en la mano. Con la puerta de su celda abierta, Daniel ve la oportunidad de huir de allí. 
A lo largo de la historia compuesta por 15 misiones, Daniel avanza junto a Leo Kasper, otro recluso del instituto, e intenta descubrir su pasado y el por qué estaba encerrado en un manicomio. A medida que avanza la trama, Daniel descubre que era un científico en el Pickman Project (del inglés: Proyecto Pickman) que terminó encerrado durante 6 años en el Dixmor Asylum. También se descubre que Daniel es el creador de una droga llamada Cortexa, que le hace recordar su pasado cuando se la inyecta.
Cuando el Pickman Project se quedó sin fondos, Daniel se ofreció como conejillo de indias para el experimento Pickman Bridge (del inglés: Puente Pickman). No contó con el apoyo de su familia, pero Daniel lo hizo porque estaba en deuda y su familia necesitaba dinero urgentemente. 
El Proyecto Pickman supone implantar una personalidad ajena en la cabeza del sujeto (en este caso, del protagonista). Desafortunadamente, la personalidad que implantaron en Daniel era Leo Kasper, psicópata asesino, que logró imponerse su voluntad para actuar con su cuerpo. Con el tiempo, la personalidad de Leo convenció a Daniel para que enterrara todos sus recuerdos del pasado, con el objetivo secreto de adueñarse completamente del cuerpo del protagonista para empezar una nueva vida. A pesar de eliminar su pasado, Daniel todavía tenía un vínculo que daba fuerza a su voluntad, y ese vínculo era su familia. Así pues, Leo Kasper, controlando temporalmente el cuerpo de Daniel asesinó a su mujer. Todo eso ocurre 6 años antes del punto en el que el jugador empieza el juego (en el Hospital Mental Dixmor). 
Al inicio de la historia, Daniel creerá que Leo es un compañero fugado del manicomio, como él. A medida que se desarrolle la trama del juego, Daniel comprenderá que Leo es un alter ego implantado en su cabeza, descubriendo que fue este quien asesinó a su mujer, y no él mismo. El jugador puede escoger en un momento dado si jugar con Daniel Lamb o con Leo Kasper. Si se elige a Lamb, este matará a Leo en varias ocasiones, regresando este último siempre, puesto que es una personalidad dentro de Daniel. La mujer de Daniel, en un momento dado, se le aparecerá para aconsejarle, haciéndole saber a Daniel que debe enterrar en lo más profundo de su ser su cuerpo. Cuando Daniel lo hace, empieza a golpear a Leo con la pala con la que entierra simbólicamente a su mujer hasta matar a su némesis, borrándolo así de su memoria.
Al final, Daniel se despierta en una carretera, en un lugar desconocido. En su mano tiene una nota donde hay unas instrucciones para empezar una nueva vida, y un nombre nuevo para él. Tras leer la nota, Daniel mira al cielo desconcertado y empieza a caminar por la carretera. 
Ya finalizados los créditos, las misiones pueden volver a ser jugados, incluyendo una misión adicional alternativo llamado Release Therapy (del inglés: Terapia de Liberación), donde se controla a Leo Kasper, quién debe eliminar varios enemigos y finalmente enfrentarse a Daniel Lamb. Resultando Kasper victorioso, este se adueña completamente del cuerpo de Daniel Lamb, a pesar de que la Dra. Whyte terminaría por eliminar el Pickman Bridge.

## Personajes
Daniel "Danny" Lamb: Protagonista, que sufre de una incontrolable amnesia. Danny era un científico bajo órdenes del Dr. Pickman y de su proyecto. A pesar de las protestas de su esposa, decide presentarse voluntario en los experimentos del Pickman Project, cuyo objetivo es el trasplante de personalidades en cuerpos ajenos a ellas. El objetivo de Danny es recuperar su memoria y descubrir qué le ocurrió en el pasado. Es una parodia del Asesino del Zodiaco, un criminal que cometió varios asesinatos en San Francisco en los años 70.
Leo Kasper: Segundo personaje jugable del videojuego. Leo Kasper era un agente gubernamental experto en combate, evasión, infiltración y técnicas de asesinato. Después de ser sometido a los experimentos del proyecto Pickman Bridge para eliminar todo el rastro de humanidad y compasión en él, Leo se convierte en un asesino psicópata que solo es impulsado por su sed de sangre. En la trama principal se presenta como otro interno del asilo del que escapa Danny. Durante la fuga, Leo enseña a Danny técnicas y movimientos para poder seguir avanzando.
Dr. Pickman: Personaje de alta importancia en la historia del juego. Es el jefe del Pickman Project, razón por la cual lleva su nombre. Es el líder de susodicho experimento, la mente responsable por todo lo que este abarca y representa como el producto final del proyecto, el Pickman Bridge. Tras el fracaso de este, fue Pickman quién ordenó la captura de Danny y decidió posteriormente encerrarlo en el Dixmor Asylum.
Dra. Laura Whyte: Médico de alto rango del Pickman Project y amiga de Danny, quien ha estado en desacuerdo con los métodos del Dr. Pickman incluida la contratación de bandas para capturar y/o matar para matar a Danny/Leo. Ella cree que Danny debe ser capturado vivo y rehabilitado de Leo con sesiones de terapia.

### Personajes secundarios
Michael Grant: Mejor amigo de Danny y compañero en el proyecto, siendo un científico de renombre en el mismo, y asesinado al informar al proyecto los planes de Leo con Danny. 
Judy Sender: Inteligente científico compañera de Danny, con muchas conexiones en clubs y burdeles para conseguir sujetos de prueba para el proyecto. Buscando respuestas, es arduamente perseguida por Danny y Leo al principio de la historia, hasta que finalmente termina asesinada.
Sra. Lamb: Esposa de Danny, quién está en total desacuerdo con la participación de Danny en el proyecto. La trama toma inicio estando ella muerta, siendo su deceso un misterio a develar mediante transcurre la historia.

## Bandas
Personal del Asilo: Son el primer grupo de enemigos que aparecen en el juego y solo aparecen en la misión Awakening (del inglés: Despertar). Se trata de empleados (principalmente guardias y enfermeros) del Dixmor Asylum donde está recluido Danny. Tienen trajes blancos a veces manchados de sangre, tratan de forma inhumana a los reclusos y se les ve a menudo con macanas y jeringas, no parecen ser hábiles tanto en habilidades de caza como en combate cuerpo a cuerpo.
Reclusos: Enfermos mentales del Dixmor Asylum con trajes de color verde, no cuentan con otra arma más que sus manos y solo aparecen en el misión Awakening (del inglés: Despertar) también. Como tal no es una banda, y está conformado tanto por locos mentalmente como sujetos de prueba fallidos del Pickman Project, terminando estos últimos con trastornos mentales severos y malformaciones, dando como consecuencia que su comportamiento sea anormal, gritando aleatoriamente y gritando cosas al azar, por ejemplo.
Pervertidos: Estos enemigos se encuentran en el club clandestino de estriptis y sadomasoquismo, y las afueras de Cottonmouth, son asesinos sádicos, psicópatas y aficionados al snuff del proyecto que se dedican a torturar y matar a sujetos de prueba, especialmente, reclusos del Dixmor Asylum. Aparecen en las misiones Sexual Deviants (del inglés: Desviados Sexuales) y Red Light (del inglés: Luz Roja).
Agentes del proyecto (Watch-Dogs): Hombres que visten traje negro, corbata y un sombrero o una pañoleta tapando su cara. Son los principales enemigos del juego ya que su trabajo es matar a Danny para que no se sepa del accidente. Aparecen en las misiones Ghosts (del inglés: Fantasmas), Red Light (del inglés: Luz Roja), Safe House (del inglés: Piso Franco), Bees' Honey Pot (del inglés: Bote de Miel de Abejas), Most Wanted (del inglés: Busca y Captura/Más Buscado), Ritual Cleansing (del inglés: Ritual de limpieza) y Origins (del inglés: Orígenes).
Mercenarios: De estos hay de 3 clases: 
1. Ciudadanos Comunes: Son civiles compuestos por vecinos, trabajadores, vagabundos, inquilinos, estríperes, etc. A pesar de no participar en grupos en específico, pueden atacarte o hacer de cazadores si se sienten amenazados, o si son manipulados por otros grupos. Muchas veces se pueden evitar durante el juego, y según la versión del juego, puede variar la cantidad de estos. Aparecen en las misiones Sexual Deviants (del inglés: Desviados Sexuales), Red Light (del inglés: Luz Roja), Safe House (del inglés: Piso Franco), Bees' Honey Pot (del inglés: Bote de Miel de Abejas), Most Wanted (del inglés: Busca y Captura), Ritual Cleansing (del inglés: Ritual de limpieza), Broadcast Interrupted (del inglés: Transmisión interrumpida), Altered State (del inglés: Estado Alterado) y Domestic Disturbance (del inglés: Disturbio Doméstico).
2. Mercenarios del Proyecto (Project Militia): Agentes fantasma del proyecto mandados a matarte. Cuentan con más variedad de armas para hacerlo, normalmente andan en escuadrones, visten ropa de militar y siempre un helicóptero los ayuda a hacer el trabajo (si este ve a Danny/Leo le disparará a matar, es difícil de perder ya que puede ver toda el área e ilumina las sombras para esconderse). Aparecen en las misiones: Best Friends (del inglés: Mejores Amigos) y Assassination (del inglés: Asesinato).
3. Cazarrecompensas del Proyecto (Bloodhounds): Están contratados por el proyecto para capturarte, con la diferencia de que son aficionados a la caza y disfrutan de ello. Algunos son de gran parecido y recuerdan a los Wardogs de Manhunt, normalmente visten ropa civil y de cazador con cinturones de balas y una bolsa en la cabeza (estilo Ku Klux Klan). Aparecen en las misiones Most Wanted (del inglés: Busca y Captura/Más Buscado), Broadcast Interrupted (del inglés: Transmisión interrumpida) y Altered State (del inglés: Estado Alterado).

Policías: Oficiales comunes del Departamento de Policía de Cottonmouth que te buscan por actos homicidas y por ser prófugo del asilo. Normalmente andan con linternas para iluminar las sombras y macanas (cuando uno te vea llamara a otros policías, dando un gran problema). Aparecen en las misiones Red Light (del inglés: Luz Roja), Ritual Cleansing (del inglés: Ritual de limpieza) y Domestic Disturbance (del inglés: Disturbio Doméstico).
Fantasmas: No son oficialmente una banda, son alucinaciones que Leo le tira a Danny como cazadores en la misión Personality Clash (del inglés: Choque de Personalidades), andan con el cuerpo reconstruido debido a los ataques de Danny durante el juego (es decir, que son muchos menos de los que parecen, solo que se reconstruyen).
Legión: Son una pandilla conformada por reclusos, todos visten de color verde, con la diferencia de que sus trastornos son más graves (especialmente, la psicopatía) pasan su tiempo deambulando por el Dixmor Asylum, cuentan con más armas puesto que tienen la capacidad de portarlas a comparación del resto, y algunos se les escucha decir frases bíblicas, mientras que otros siguen pidiendo que les arreglen la cabeza. En la misión desbloqueable Release Therapy (del inglés: Terapia de Liberación), Danny Lamb los comanda como su líder con el fin de atacar y detener a Leo. También aparecen en la misión Awakening (del inglés: Despertar). 
Personal del proyecto: Está conformado por científicos, cirujanos y enfermeros que operan en los experimentos para el Pickman Project en colaboración con algunas personas clave como Judy Sender, Michael Grant, la Dra. Whyte, el Dr. Pickman y el propio Daniel. Ellos realmente no están relacionados en el tema de capturarte, su labor está en usar sujetos de prueba para experimentar con ellos, suministrándoles medicamentos nocivos y operándolos con tratamientos perjudiciales. Aparecen en la misión Origins (del inglés: Orígenes).
The Red Kings: Esta pandilla callejera de matones solo aparece en la misión Red Light (del inglés: Luz Roja). Todos visten ropa roja y negra, solamente cuentan con pinzas o bates de béisbol para defender sus territorios en las afueras de Cottonmouth, y están inspirados en los Hoods de Manhunt.
SWAT: Acrónimo de Armas y Tácticas Especiales (en inglés: Special Weapons And Tactics) es una organización policiaca que apareció en Manhunt por primera vez, y hace aparición de nuevo solamente en el misión Domestic Disturbance (del inglés: Disturbio Doméstico). Sirven como refuerzo para los policías comunes cuando la situación se vuelve demasiado extrema o difícil de manejar para estos, puesto que raras veces se les ve solos, buscándote especialmente por los cargos de homicidios a civiles y policías, a pesar de no estar contratados, o siquiera relacionados al proyecto.

## Respecto al título anterior
La historia no guarda relación alguna con Manhunt (A excepción de algunas referencias). Este título se ha centrado más en la variedad de ejecuciones, innovando con ejecuciones relacionadas con el entorno, ejecuciones con armas de cuerpo a cuerpo, ejecuciones con armas de fuego y ejecuciones desde las alturas, saltando sobre la víctima. A pesar de haber aumentado el misión de violencia, la fuerte censura no permite ver malformaciones en los cuerpos de las víctimas, como ocurría en Manhunt, en ejecuciones como las llevadas a cabo con la sierra mecánica.

## Armas
Hay 4 tipos de armas las cuales desaparecen después de cada misión, pueden ser usadas durante toda la misión al menos que deban ser cambiadas, algunas de ellas no siempre son muy efectivas pero igual y sirven para matar. Las armas de fuego en algunos casos, cuentan con modelos iguales a los de la vida real, otros tienen combinaciones con otras armas (también reales), es por ello que se ha incluido más de un modelo de algunas armas en los paréntesis.
- Armas grandes: Son las más fuertes y potentes del juego, pueden usarse para atraer y/o distraer a los enemigos haciendo ruido con ellas, se presentan de color rojo o naranja  (esto depende de la versión), son cargadas en la espalda, y se clasifican en armas de cuerpo a cuerpo y armas de fuego, entre ellas están:
- Armas de cuerpo a cuerpo:
  - Bates de béisbol encadenados
  - Hachas
  - Bastones eléctricos
  - Palas
  - Tijeras de jardinero
  - Mazos tipo Maceta
  - Katanas (exclusivas de algunas versiones)
  - Mazas medievales (exclusivas de algunas versiones)

- Armas de fuego:
  - Fusiles de asalto (M4A1)
  - Fusiles de francotirador (Enfield Enforcer L42A1)
  - Escopetas (Mossberg 500/Remington 870)
  - Escopetas de doble cañón (Stoeger Coach Gun/Stevens 311, ambas recortadas)
  - Ballestas
  - Escopetas con linterna (Mossberg 500/Remington 870) (exclusiva de algunas versiones)

- Armas pequeñas: Son armas simples, al usarlas, también pueden usarse para atraer y/o distraer a los enemigos haciendo ruido con ellas, se presentan de color azul, son cargadas en la parte derecha del cinturón, y al ejecutar con ellas se requiere a veces más de 1 golpe para matar, se clasifican en armas de cuerpo a cuerpo y armas de fuego, entre ellas están:
- Armas de cuerpo a cuerpo:
  - Barretas
  - Sierras circulares
  - Porras tipo Macana (Tonfa) (PR-24)
  - Pinzas tipo Tenaza
  - Serruchos
  - Hoces
  - Linternas (exclusivas de algunas versiones)
  - Navajas de afeitar (exclusivas de algunas versiones)
  - Dildos (exclusivos de algunas versiones)
- Armas de fuego:
  - Pistolas ligeras (Glock 23)
  - Pistolas pesadas (Desert Eagle Mark I)
  - Revólveres (Smith & Wesson Modelo 586)
  - Subfusiles (Uzi/MAC-10)
  - Pistolas de bengalas
  - Pistolas lanza dardos tranquilizantes

- Armas desechables: Estas armas no son muy efectivas dado que todas sólo se usan 1 vez en las ejecuciones, o en combate cuerpo a cuerpo se rompen (según la versión del juego puede haber excepciones respecto a esto último), son armas poco ruidosas para atraer y/o distraer a los enemigos, se presentan de color verde, y se cargan en la parte izquierda del cinturón, entre ellas están:
  - Bolígrafos
  - Jeringas
  - Alambres
  - Bolsas de plástico
  - Trozos de vidrio

- Armas para lanzar: Estas armas son las de menor variedad dentro del juego, se presentan de color amarillo y se cargan en el bolsillo derecho, se utilizan tanto como señuelos para atraer y/o distraer a los enemigos, como objetos para golpearlos si se les lanzan aunque sin dañar mucho, todos se pueden reutilizar al lanzarlos y no sirven para ejecutar, excepto la botella que se rompe cuando se lanza, y es la única que sirve para ejecutar (acción exclusiva de algunas versiones) respectivamente, entre ellas están:
  - Botellas de vidrio
  - Ladrillos
  - Latas
  - Cabezas humanas
  - Pelotas de golf

## Sistema de ejecuciones
Hay tres tipos de ejecuciones:
Apresuradas: No son muy duraderas consisten usualmente en un golpe seco para matar a la víctima. Se representan de color gris. No suman parte de salud al hacerlas
Violentas: Son más duraderas que las apresuradas y se le hace más daño a la víctima antes de matarla. Se representan de color amarillo. Suman una pequeña parte de salud al hacerlas.
Sangrienta, Hardcore o Atroz: Estas son las ejecuciones más sangrientas y escabrosas, también las más difíciles de hacer por el tiempo que requieren. Se representan de color rojo y al hacérsela a un enemigo te suma una parte de salud (considerable si esta se encuentra baja).
Así también son presentadas de color rojo las ejecuciones con armas de fuego (acción exclusiva de algunas versiones), ejecuciones ambientales (marcados con una calavera en el radar), o cuando se hacen ejecuciones aéreas para las cuales debes estar en un lugar más alto y a cierta distancia.

## Recepción
Manhunt 2 ha recibido varias críticas con comentarios mixtos.
1UP.com declaró que "realmente, el juego merece un 4 de 10, ya que es técnicamente jugable y, a pesar de sus mejores esfuerzos, probablemente no va a asumir a la industria en un período extenso, mirando una sanción política. Gamespot dice que "el juego no tuvo un gran impacto como era de esperar, pero que sigue cumpliendo sus instintos primitivos". IGN declaró que "Manhunt 2 no es el título que agarrará su atención y los mantendrá allí como lo hizo el primero". La revisión llegó a afirmar que "la Inteligencia Artificial no se siente tan bien como en el primer juego, el establecimiento y el medio ambiente no se siente como amenazante, y la historia es más débil. Pero esto no quiere decir que Manhunt 2 no sea un buen juego, porque lo es". GamesRadar dijo que "si está de humor para algo escalofriante y horrible que va a dejar que se sienta un poco sucio, Manhunt 2 sigue siendo un gran juego de asesinatos y misterios, la historia no defrauda". Game Informer dijo que "Manhunt 2 es tan triste y brutal como el primero. La escritura, como es típico de los juegos de Rockstar, es de primera categoría, y Daniel y el resto de los personajes vienen fuera de la pantalla como muy real y humano". Del mismo modo, Nintendo Power afirmó que estaban decepcionados por el camino las influencias externas que Rockstar llevó a cambiar el juego, y que la historia, si bien interesante, es "muy predecible". Ellos hicieron el elogio del juego de audio y los usos de la Wiimote. Yahoo! revisó la versión de PSP, diciendo que "nunca hubo un juego tan agresivo como este... es aún más aterrador, para parecer más real en un juego de este año".

### Controversias
- La versión de PSP posee una censura que se puede eliminar, usando un programa que cambia la clasificación de AO a M.[20]

- En septiembre de 2007, se filtró en internet una copia PAL sin censura del juego para PS2 por un empleado de Sony Computer Entertainment Europa, que más tarde fue despedido.[21]